# Francisco Bedoya (militar)
Francisco Solano Bedoya (Córdoba, Virreinato del Río de la Plata, julio de 1784 - Chicoana, provincia de Salta, Argentina, febrero de 1827) fue un militar argentino que participó en las guerras civiles de su país.

## Primeras actuaciones
Se enroló en el Ejército después de la Revolución de Mayo y participó en el sitio de Montevideo. Más tarde se incorporó al Ejército del Norte, como edecán del gobernador de Chuquisaca, general Francisco Ortiz de Ocampo, y realizó varias comisiones por orden de este. Una de ellas fue llevar víveres al Ejército, que acababa de ser derrotado en la batalla de Vilcapugio. El general Manuel Belgrano le ordenó incorporarse al Ejército para la batalla de Ayohuma, pero Bedoya se negó, por lo que Belgrano lo expulsó del mismo.
Regresó a Córdoba, donde fue nombrado comandante de Río Seco; organizó milicias en ese lugar, para la defensa contra los indígenas de la región chaqueña. Hizo una campaña contra ellos y logró alejarlos un poco por un tiempo de la zona poblada por la población blanca.

## En Córdoba
En noviembre de 1816 fue enviado por Belgrano a reponer en su cargo de gobernador a Ambrosio Funes, como segundo del coronel Francisco Sayós. Derrotaron a Juan Pablo López en Santa Ana, con lo que el hermano del famoso Deán Funes volvió al gobierno. Permaneció como uno de los jefes militares de confianza de los gobernadores directoriales en Córdoba y luchó contra los caudillos federales, que iban controlando cada vez más la provincia. Combatió a órdenes del coronel Juan Bautista Bustos en Fraile Muerto y en La Herradura.
En esa época fue expulsado de Corrientes un tal Francisco Vedoya, paraguayo, que tenía ambiciones de caudillo. El historiador Antonio Zinny, que vivió más tarde en Corrientes, creyó que era la misma persona, y de ese error deriva que Francisco Bedoya suela ser mencionado como paraguayo.
Poco después del motín de Arequito, fue arrestado por el gobernador José Javier Díaz, pero cuando este y Bustos se enfrentaron por la gobernación, el segundo lo hizo poner en libertad. Fue elegido diputado provincial, por el partido que había sido el directorial, que terminó uniéndose a una parte del federal en apoyo de Bustos; fue presidente de la legislatura.
En 1821 fue nombrado gobernador interino de la provincia de Córdoba en reemplazo de Bustos, mientras este salía a enfrentar la invasión del general chileno Carrera. Mientras tanto, el caudillo entrerriano Francisco Ramírez, derrotado por su antiguo aliado Estanislao López, se acercó rápidamente a Córdoba, dejando atrás a Bustos. Bedoya reunió las pocas fuerzas que le quedaban y organizó un cuerpo de milicianos voluntarios –junto con esclavos– con el que salió a enfrentarlo. Ramírez esquivó la ciudad, pero Bedoya lo persiguió y lo derrotó en Río Seco, cerca de la actual San Francisco. El Supremo Entrerriano fue perseguido por cordobeses y santiagueños, y murió en la persecución.
Poco más tarde, en respuesta al intento de José María Paz de derrocar a Bustos, este apoyó uno o más grupos de opositores contra el gobernador Juan Felipe Ibarra, que protegía al futuro general. Bedoya avanzó contra Santiago del Estero con una pequeña partida; pero fue desautorizado por Bustos y vencido por Ibarra, por lo que huyó a Catamarca.

## En Salta
Durante su estadía en Catamarca apoyó al caudillo unitario Manuel Antonio Gutiérrez en la breve guerra civil que lo llevó al gobierno de la provincia.
Pasó a la provincia de Tucumán, y de allí a la de Salta en 1825, con la idea de formar parte de la expedición del gobernador Arenales al Alto Perú, a la que finalmente no su pudo incorporar.
A fines de 1825, Arenales lo envió en una expedición de apoyo al gobernador tucumano Lamadrid, que estaba por enfrentarse a Facundo Quiroga. Regresó a Salta sin combatir, para defender a Arenales de una revolución. Regresó a Tucumán a mediados del año siguiente: fue nombrado comandante de armas, y en enero de 1827 marchó sobre Santiago del Estero y ocupó la ciudad, aprovechando que Ibarra se había unido a Quiroga. Ibarra no intentó atacarlo: simplemente lo sitió, desvió el curso del río Dulce –única fuente de agua de la ciudad– e incendió los campos y evacuó una amplia zona, con todos sus habitantes y haciendas. Bedoya tuvo que retirarse tras poco más de una semana y volvió a Salta.
Durante la revolución de febrero de 1827, que enfrentaba a Arenales y a los jefes del partido de los antiguos partidarios de Martín Miguel de Güemes, Bedoya se puso al mando de una división del ejército, con los que enfrentó a los mercenarios colombianos dirigidos por el coronel Domingo López Matute. Fue cercado en Chicoana y –tras una resistencia de varios días– muerto junto con prácticamente todos sus hombres.